# Liste der Baudenkmale in Hohen Pritz
In der Liste der Baudenkmale in Hohen Pritz sind alle Baudenkmale der Gemeinde Hohen Pritz (Landkreis Ludwigslust-Parchim) und ihrer Ortsteile aufgelistet (Stand: Januar 2021).

## Hohen Pritz
| ID | Lage                          | Bezeichnung                     | Beschreibung | Bild                   |
| -- | ----------------------------- | ------------------------------- | --- | ---------------------- |
|    | Fritz-Reuter-Straße 6 (Karte) | Stallspeicher                   | |                        |
|    | (Karte)                       | Kirche                          | Einfacher rechteckiger Feldsteinbau mit östlichem Blendgiebel aus dem 13. Jahrhundert und längsrechteckigem Westturm mit 2,50 Meter dicken Mauern. Stark sanierungsbedürftig. | Kirche                 |
|    | Friedhof (Karte)              | Kriegerdenkmal 1914/18          | Auf der Tafel des Kriegerdenkmals 1914/18 befinden sich die Namen von 19 gefallene Bürger von Hohen Pritz und Kukuk.                                                          | Kriegerdenkmal 1914/18 |
|    | Friedhof                      | Grabstein Voss, Grabstätte Bade | |                        |

## Klein Pritz
| ID | Lage                     | Bezeichnung                         | Beschreibung                                                                                  | Bild |
| -- | ------------------------ | ----------------------------------- | --------------------------------------------------------------------------------------------- | ---- |
|    | Kastanienallee 1 (Karte) | Gutshaus mit Park und Zufahrtsallee | 1-gesch., 13-achs. Putzbau mit 2-gesch. Zwerchgiebel und Krüppelwalmdach vom Ende des 19. Jh. |      |

## Kukuk
| ID | Lage                | Bezeichnung                      | Beschreibung | Bild |
| -- | ------------------- | -------------------------------- | ------------ | ---- |
|    | Seestraße 7 (Karte) | Wassermühle / Fischerhaus, ehem. |              |      |

## Ehemalige Baudenkmale
| ID | Lage                   | Bezeichnung | Beschreibung                        | Bild |
| -- | ---------------------- | ----------- | ----------------------------------- | ---- |
|    | Lindenstraße/Seestraße | Wegweiser   | nach Straßensanierung verschwunden. |      |

### Hohen Pritz
| ID | Lage                          | Bezeichnung            | Beschreibung | Bild |
| -- | ----------------------------- | ---------------------- | ------------ | ---- |
|    | Fritz-Reuter-Straße 9 (Karte) | Inspektorenhaus, ehem. |              |      |